# Віктор Гаммер (підприємець)
Віктор Дж. Гаммер (1 листопада 1901 — 21 липня 1985) — бізнесмен, засновник і власник Hammer Galleries у Нью-Йорку та філантроп.

## Молодість і освіта
Хаммер народився в Нью-Йорку в родині єврейських іммігрантів, народжених в Україні, Юліуса та Роуз (уроджена Ліпшиц) Хаммер.  Його батько приїхав до Сполучених Штатів з Одеси в Російській імперії (сьогодні Україна) у 1875 році та оселився в Бронксі, де керував загальною медичною практикою та п'ятьма аптеками. Віктор Хаммер відвідував Прінстонський університет, який закінчив у 1921 році зі ступенем історії мистецтва. Його старшим братом був бізнесмен Арманд Хаммер.

## Кар'єра
Він був діловим партнером свого брата Армана в різних бізнес-підприємствах, у тому числі в Hammer Galleries у Нью-Йорку, заснованій у 1928 році як спосіб виведення прибутків, отриманих у Радянському Союзі, з цієї країни. У якийсь момент британська розвідка вважала, що Hammer Galleries була прикриттям для радянської розвідки. Брати Хаммери підтримували контакти з радянською владою з ряду причин, таких як допомога голодуючим, а також коли Радянський Союз шукав покупця для скарбів Ермітажу як спосіб заробити тверду валюту. Віктор відповідав за придбання для Hammer Galleries, у тому числі так званих Романовських скарбів та яєць Фаберже. У 1937 році Time описав Віктора та Армана так: «Двоє найбільш вражаючих персонажів у світі мистецтва США — це брати Арманд і Віктор Хаммер, один із яких має медичний ступінь, обидва друзі Радянської Росії».
За словами експерта з Фаберже Гези фон Габсбурга, Віктор заявив, що торговий комісар Сталіна Анастас Мікоян надав інструменти для клеймування Фаберже своєму братові Арману для продажу підробок. Віктор заявив, що розпродаж у Нью-Йорку в 1938 році, який він проводив разом з Арманом, зібрав кілька мільйонів доларів, складався як з оригінальних, так і з підроблених речей (названих Габсбургом Фоберже), а комісії повернулися до Мікояна.

## Філантропія
Хаммер був філантропом. Разом зі своїми братами Гаррі та Армандом він придбав маєток Рузвельта на острові Кампобелло в Нью-Брансвіку та подарував його Сполученим Штатам і Канаді як перший спільний парк цих країн, відомий як Міжнародний парк Рузвельта в Кампобелло.

## Особисте життя
Перша дружина Хаммера, Барбара, була виконавицею циганських романсів. У 1927 році у них народився син Арманд. Вони розлучилися в 1928 році Другою дружиною Хаммера була Айрін Вікер; у них була дочка: Ненсі Хаммер Ейлан. 

## Зовнішні посилання
- Hammer Galleries, New York City